# Diporiphora margaretae
Diporiphora margaretae — вид ігуаноподібних ящірок родини агамових (Agamidae). Ендемік Австралії.

## Поширення і екологія
Diporiphora margaretae мешкають на північному заході регіону Кімберлі на півночі Західної Австралії. Вони живуть в евкаліптових рідколіссях та в чагарникових заростях серед скель.